# Human After All (singolo)
Human After All è un singolo del gruppo Daft Punk pubblicato nel 2005.

## Il brano
Il brano è stato scritto dai componenti del duo Guy-Manuel de Homem-Christo e Thomas Bangalter, e rappresenta la title track nonché il terzo singolo estratto dal terzo album in studio della band, ossia l'omonimo Human After All. Il brano è stato pubblicato nei formati CD e 12" insieme ad alcuni remix presenti anche in Human After All: Remixes.

## Tracce
- CD single

1. Human After All – 5:20
2. Human After All (Guy-Man After All Justice remix) – 3:38
3. Human After All (Emperor Machine version) – 6:04
4. Human After All (Alter Ego remix) – 9:22
5. Human After All (SebastiAn remix) – 5:20
6. Human After All (The Juan MacLean remix) – 6:43

- 12" maxi single (094634473811)

1. Human After All – 5:20
2. Human After All (SebastiAn remix) – 4:45
3. Human After All (Alter Ego remix) – 9:22

- 12" maxi single (094635031218)

1. Guy-Man After All (Justice mix) – 3:58
2. Human After All (Emperor Machine version) – 6:04
3. Technologic (Digitalism's Highway to Paris remix) – 5:58